# Taka takata (chanson)
« Taka takata » redirige ici. Pour la série de bande dessinée humoristique, voir Taka Takata.
Pour les articles homonymes, voir Takata (homonymie).
Singles de Joe Dassin
Elle était Oh !
(1972) La Complainte de l'heure de pointe (À vélo dans Paris)
(1972)
Taka takata est une chanson initialement enregistrée par Paco Paco, un chanteur espagnol vivant à Bruxelles. Publiée en single en 1972, elle a été un succès en Europe.
Cette même année, la chanson a été adaptée en français sous le titre Taka takata (La femme du toréro) par Claude Lemesle et Richelle Dassin et enregistrée par Joe Dassin. Joe Dassin l'a sortie en 1972 sur son album  Joe et en single,.

## Composition
La version originale de Paco Paco a été écrit par Al Verlane et produit par Biram.

## Performance commerciale
La chanson a connu un succès européen, la version de Joe Dassin se classant notamment n°1 en Finlande, n°6 en Grèce, n°10 en France et n°50 en Allemagne.
Une version de Frederik a également atteint le top 3 en Finlande,,.

## Listes des pistes

### Version originale de Paco Paco
Single 7" Bellaphon BL 18093
1. Taka takata (2:29)
2. Olé España (2:44)[2]

### Version de Joe Dassin
Single 7" CBS S 8121 (Allemagne etc.)
1. Taka takata (La femme du toréro) (2:41)
2. Le cheval de fer (2:35)[3]

## Classements
Taka takata par Paco Paco
| Classement (1972)                      | Meilleure position |
| -------------------------------------- | ------------------ |
| Belgique (Flandre Ultratop 50 Singles) | 12                 |
| Pays-Bas (Single Top 100)              | 10                 |

Taka takata (La femme du toréro) par Joe Dassin
| Classement (1972)            | Meilleure position |
| ---------------------------- | ------------------ |
| Allemagne (Media Control AG) | 50                 |
| Finlande                     | 1                  |
| France (IFOP)                | 10                 |
| Grèce                        | 6                  |
| Turquie                      | 14                 |